# Xianxiang (köpinghuvudort i Kina, Zhejiang Sheng, lat 29,59, long 121,84)
Xianxiang (kinesiska: 贤庠, 贤庠镇) är en köpinghuvudort i Kina. Den ligger i provinsen Zhejiang, i den östra delen av landet, omkring 180 kilometer sydost om provinshuvudstaden Hangzhou. Antalet invånare är 16 454. Befolkningen består av 8 167 kvinnor och 8 287 män. Barn under 15 år utgör 9,0 %, vuxna 15-64 år 68 %, och äldre över 65 år 22,0 %.
Runt Xianxiang är det tätbefolkat, med 369 invånare per kvadratkilometer. Närmaste större samhälle är Danxi, 12,7 km söder om Xianxiang. I omgivningarna runt Xianxiang växer i huvudsak blandskog.
Genomsnittlig årsnederbörd är 1 981 millimeter. Den regnigaste månaden är juni, med i genomsnitt 355 mm nederbörd, och den torraste är januari, med 68 mm nederbörd.